# Sweetbox (album)
A Sweetbox a Sweetbox-projekt első albuma, és az egyetlen, melyet Tina Harris énekesnővel vettek fel. 1998-ban adták ki. Számos dal komolyzenei részleteket használ fel vagy azon alapul. Észak-Amerikában eltérő számlistával jelent meg 1999-ben, Everything’s Gonna Be Alright címen. Ez a Sweetbox első albuma, ami főként R&B-hiphop stílusú. Az album Japánban dupla platina- és háromszoros aranylemez, és Grammy-díjas is.
Az album legsikeresebb kislemeze, az Everything’s Gonna Be Alright számos országban került a top 10-be a slágerlistán, és Japánban Grammy-díjat is kapott.
Minden dal szerzője Roberto „Geo” Rosan és Tina Harris, kivéve az If I Can’t Have You, melynek szerzői Barry Gibb, Maurice Gibb és Robin Gibb (egy Bee Gees-dal feldolgozása), illetve a Here We Go Again, melynek szerzői Geo, Harris és Wagner.

## Kislemezek
- I’ll Die for You (1997)
- Everything’s Gonna Be Alright (1997)
- Don’t Go Away (1998)
- Sometimes (1998)
- Shout (Let It All Out) (1998)
- U Make My Love Come Down (1999)

## Számlista
| #   | Cím                                             | Hossz |
| --- | ----------------------------------------------- | ----- |
| 1.  | Intro                                           | 1:09  |
| 2.  | Don’t Go Away                                   | 3:09  |
| 3.  | Interlude                                       | 0:20  |
| 4.  | He Loves Me                                     | 3:19  |
| 5.  | Mama Papa                                       | 3:35  |
| 6.  | Interlude                                       | 0:20  |
| 7.  | Candygirl                                       | 2:52  |
| 8.  | Everything’s Gonna Be Alright                   | 3:11  |
| 9.  | Interlude                                       | 0:19  |
| 10. | Never Never                                     | 3:19  |
| 11. | If I Can’t Have You                             | 3:23  |
| 12. | Get On Down                                     | 3:03  |
| 13. | I’ll Die for You                                | 3:09  |
| 14. | No No                                           | 3:43  |
| 15. | Here We Go Again                                | 3:22  |
| 16. | Another Minute                                  | 3:18  |
| 17. | One More Time                                   | 2:49  |
| 18. | Don’t Go Away (Brucie’s 2Bad Gordie Mix)        | 3:07  |
| 19. | Everything’s Gonna Be Alright (Classic Version) | 3:00  |

| #   | Cím                           | Hossz |
| --- | ----------------------------- | ----- |
| 1.  | Don’t Go Away                 | 3:09  |
| 2.  | He Loves Me                   | 3:19  |
| 3.  | Mama Papa                     | 3:35  |
| 4.  | Everything’s Gonna Be Alright | 3:11  |
| 5.  | If I Can’t Have You           | 3:23  |
| 6.  | U Make My Love Come Down      | 3:13  |
| 7.  | Never Never                   | 3:19  |
| 8.  | Get On Down                   | 3:03  |
| 9.  | Never Wanna Be Alone          | 3:09  |
| 10. | Sometimes                     | 3:08  |
| 11. | I’ll Die for You              | 3:09  |

### Sweetbox New Edition
1. Sometimes
2. Intro
3. Don’t Go Away
4. Interlude
5. He Loves Me
6. Mama Papa
7. Interlude
8. Candygirl
9. Everything’s Gonna Be Alright
10. Interlude
11. Never Never
12. If I Can’t Have You
13. Get On Down
14. I’ll Die For You
15. No No
16. Here We Go Again
17. Another Minute
18. One More Time
19. Shout (Let It All Out)
20. Don’t Go Away (Brucie’s 2 Bad Gordie Mix)
21. Everything’s Gonna Be Alright (Classic Version)
22. I’ll Die for You (Smooth)

## U Make My Love Come Down
A U Make My Love Come Down a Sweetbox egyik kislemeze. A Sweetbox című album új kiadásán, az Everything’s Gonna Be Alrighton szerepel; ez a hatodik, utolsó kislemez Tina Harris énekesnővel. A dal Evelyn Champagne King Love Come Down című számának feldolgozása. Csak promóciós kislemezen jelent meg.

### Számlista
12" maxi kislemez (USA; promó)
1. U Make My Love Come Down (Orinoko Alternative Mix) – 6:58
2. U Make My Love Come Down (Ron Hester Extended Edit) – 6:11
3. U Make My Love Come Down (Eddie Kinda Love Mix) – 4:10
4. U Make My Love Come Down (Riprock & Alex G’s All the Way Down) – 7:33
5. U Make My Love Come Down (Xsentrix Mix) – 7:09